# Onthophagus ocellatopunctatus
Onthophagus ocellatopunctatus är en skalbaggsart som beskrevs av Waterhouse 1875. Onthophagus ocellatopunctatus ingår i släktet Onthophagus och familjen bladhorningar. Inga underarter finns listade i Catalogue of Life.